# Gil'ad Šaron
Gilad Šaron, hebrejsky גלעד שרון, Gil'ad Šaron, (* 1966, Cahala, Izrael) je izraelský novinář, spisovatel a farmář.

## Životopis
Gil'ad je synem Ariela Šarona a jeho ženy Lily Šaron. Studoval ekonomii a publikuje v Jedi'ot achronot. Podílí se také na vedení rodinné farmy Chavat Šikmim. V roce 2011 vydal biografii o svém otci pod názvem Sharon: The Life of a Leader.
V listopadu 2012 při ozbrojeném izraelsko-palestinském konfliktu (Operace Pilíř obrany) vyzval v komentáři pro deník The Jerusalem Post k tvrdému postupu proti Palestincům na celém území Gazy. Prohlásil, že „obyvatelé Gazy nejsou nevinní, zvolili si Hamás. Obyvatelé Gazy nejsou rukojmí, zvolili si to dobrovolně a musí nést důsledky.“ Zároveň doporučil, aby „byly srovnány se zemí celé čtvrti Gazy, celá Gaza“ a poukázal na paralelu s americkým postupem proti Japonsku v roce 1945 („Američané se nezastavili po Hirošimě, když Japonci nekapitulovali dostatečně rychle, udeřili také na Nagasaki“).Jeho prohlášení jsou Araby považována za genocidní. Kritika zazněla i od řady proizraelsky smýšlejících osob.